# Gdynia

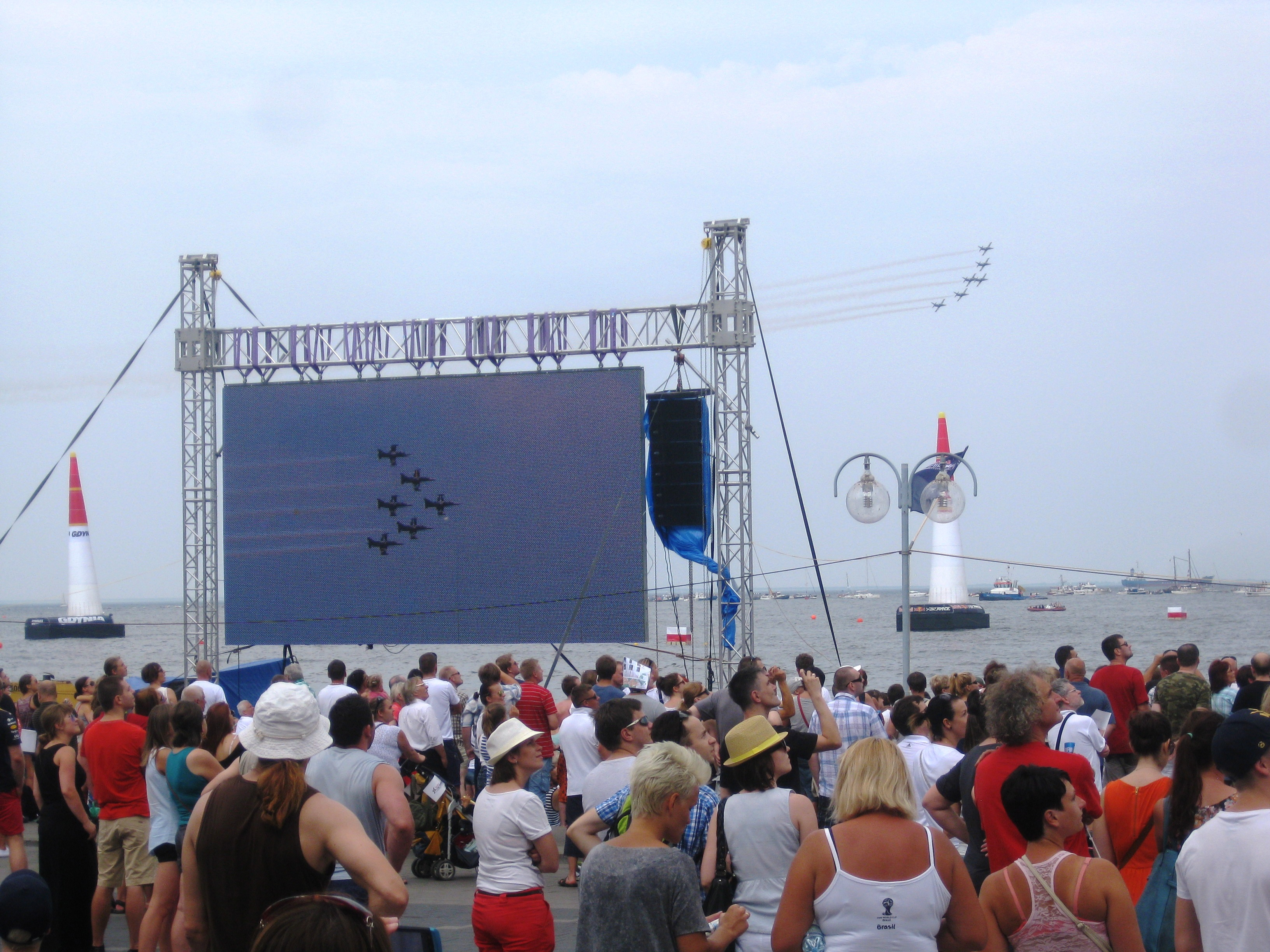
Red Bull Air Race Gdynia - 2014

Gdynia (Gdiniô in casciubo, Gdingen in tedesco, Gotenhafen dal 1939 al 1945) è una città polacca portuale situata nella baia di Danzica sul Mar Baltico. Insieme a Danzica e Sopot costituisce la Tripla Città. Gdynia è una delle città più giovani della Polonia: è stata costruita a partire dal 1921 nel luogo dove sorgeva una frazione di pescatori. Nel 1939, in seguito all'invasione tedesca, fu rinominata Gotenhafen. Occupata dai sovietici nel 1945, fa oggi parte del voivodato della Pomerania.

## Storia
- 1253 - prima citazione della città in un documento scritto (grafia Gdina)
- 1870 - avvio della linea ferroviaria da Danzica per Stettino via Gdynia
- 1904 - stazione balneare
- 1921 - inizio della costruzione del porto e della città
- 10 febbraio 1926 - Gdynia acquisisce i diritti di città
- settembre 1939 - difesa di Gdynia e di Kępa Oksywska sotto il comando del colonnello Stanisław Dąbek
- 1939-45 - I tedeschi modificano il nome della città in Gotenhafen (in precedenza il paese portava anche il nome tedesco di Gdingen). La città è sopravvissuta alla guerra senza riportare gravi danni, mentre il porto venne distrutto
- 26 giugno 1960 - apertura della nave museo ORP Burza
- dicembre 1970 - scioperi e dimostrazioni degli operai (esiste ora il "Monumento alle Vittime del dicembre 1970")
- 1974 - raduno dei velisti (regate Cutty Sark Tall Ships' Races - Operazione Żagiel)
- 1º maggio 1976 - inaugurazione della nave museo ORP Błyskawica
- agosto 1980 - scioperi (Solidarność)
- 7-10 agosto 1992 - raduno dei velisti (regate Cutty Sark Tall Ships' Races - Operazione Żagiel)
- 4 dicembre 1999 - la tempesta Anatol distrugge una grossa gru da 900 tonnellate di capacità di sollevamento[1]
- 19-22 luglio 2003 - raduno dei velisti (regate Cutty Sark Tall Ships' Races - Operazione Żagiel)

## Clima
| Gdynia (1991-2020) Fonte: meteomodel.pl | Mesi         | Mesi         | Mesi         | Mesi        | Mesi        | Mesi        | Mesi        | Mesi        | Mesi        | Mesi        | Mesi         | Mesi         | Stagioni | Stagioni | Stagioni | Stagioni | Anno  |
| Gdynia (1991-2020) Fonte: meteomodel.pl | Gen          | Feb          | Mar          | Apr         | Mag         | Giu         | Lug         | Ago         | Set         | Ott         | Nov          | Dic          | Inv      | Pri      | Est      | Aut      | Anno  |
| --------------------------------------- | ------------ | ------------ | ------------ | ----------- | ----------- | ----------- | ----------- | ----------- | ----------- | ----------- | ------------ | ------------ | -------- | -------- | -------- | -------- | ----- |
| T. max. media (°C)                      | 2,8          | 3,1          | 5,8          | 10,3        | 15,3        | 18,7        | 21,5        | 21,6        | 17,5        | 12,5        | 7,1          | 3,8          | 3,2      | 10,5     | 20,6     | 12,4     | 11,7  |
| T. media (°C)                           | 0,6          | 0,9          | 3,1          | 7,1         | 12,0        | 15,7        | 18,5        | 18,5        | 14,6        | 9,7         | 5,2          | 2,0          | 1,2      | 7,4      | 17,6     | 9,8      | 9,0   |
| T. min. media (°C)                      | −1,5         | −1,3         | 0,6          | 4,2         | 8,7         | 12,5        | 15,5        | 15,4        | 11,8        | 7,3         | 3,0          | −0,4         | −1,1     | 4,5      | 14,5     | 7,4      | 6,3   |
| T. max. assoluta (°C)                   | 13,2 (1993)  | 17,7 (1990)  | 22,9 (1968)  | 28,9 (1968) | 30,3 (1969) | 33,2 (2000) | 35,5 (1959) | 33,4 (1989) | 30,7 (1951) | 26,9 (1966) | 19,8 (1968)  | 13,7 (2006)  | 17,7     | 30,3     | 35,5     | 30,7     | 35,5  |
| T. min. assoluta (°C)                   | −19,7 (1956) | −23,8 (1956) | −13,8 (1964) | −4,9 (1952) | −0,6 (1953) | 3,8 (1958)  | 8,1 (1962)  | 7,0 (1966)  | 2,1 (1966)  | −3,6 (1956) | −11,7 (1965) | −17,8 (1969) | −23,8    | −13,8    | 3,8      | −11,7    | −23,8 |
| Giorni di calura (Tmax ≥ 30 °C)         | 0,0          | 0,0          | 0,0          | 0,0         | 0,0         | 0,2         | 0,2         | 0,3         | 0,0         | 0,0         | 0,0          | 0,0          | 0,0      | 0,0      | 0,7      | 0,0      | 0,7   |
| Giorni di gelo (Tmin ≤ 0 °C)            | 14,9         | 13,7         | 10,5         | 1,8         | 0,0         | 0,0         | 0,0         | 0,0         | 0,0         | 0,3         | 4,2          | 11,8         | 40,4     | 12,3     | 0,0      | 4,5      | 57,2  |
| Giorni di ghiaccio (Tmax ≤ 0 °C)        | 6,9          | 5,0          | 1,6          | 0,0         | 0,0         | 0,0         | 0,0         | 0,0         | 0,0         | 0,0         | 0,8          | 4,2          | 16,1     | 1,6      | 0,0      | 0,8      | 18,5  |
| Nuvolosità (okta al giorno)             | 6,1          | 6,1          | 5,4          | 4,9         | 4,7         | 4,9         | 4,7         | 4,8         | 5,0         | 5,3         | 6,2          | 6,2          | 6,1      | 5,0      | 4,8      | 5,5      | 5,4   |
| Precipitazioni (mm)                     | 32,1         | 23,3         | 30,3         | 26,9        | 55,7        | 55,4        | 66,4        | 63,9        | 61,5        | 48,9        | 41,8         | 36,1         | 91,5     | 112,9    | 185,7    | 152,2    | 542,3 |
| Giorni di pioggia                       | 7,9          | 7,0          | 7,4          | 5,9         | 8,6         | 9,2         | 8,7         | 8,9         | 8,4         | 9,6         | 8,8          | 9,3          | 24,2     | 21,9     | 26,8     | 26,8     | 99,7  |
| Nevicate (cm)                           | 64,2         | 79,5         | 30,5         | 0,6         | 0,0         | 0,0         | 0,0         | 0,0         | 0,0         | 0,2         | 4,6          | 58,2         | 201,9    | 31,1     | 0,0      | 4,8      | 237,8 |
| Umidità relativa media (%)              | 83,3         | 83,0         | 80,0         | 78,7        | 77,4        | 76,4        | 78,4        | 78,6        | 80,1        | 82,1        | 85,5         | 85,0         | 83,8     | 78,7     | 77,8     | 82,6     | 80,7  |
| Vento (direzione-m/s)                   | 4,7          | 4,6          | 4,4          | 3,7         | 3,7         | 3,9         | 3,7         | 3,6         | 3,9         | 4,1         | 4,4          | 4,4          | 4,6      | 3,9      | 3,7      | 4,1      | 4,1   |

## Sport
La locale squadra di football americano, i Seahawks Gdynia, ha vinto tre volte il titolo nazionale.

## Musei
- Museo dell'emigrazione - ul. Polska 1
- Acquario (già Museo Oceanografico e Acquario Marino di Gdynia) - Skwer Kościuszki
- ORP Blyskawica nave museo - Skwer Kościuszki
- Dar Pomorza ("Fregata Bianca") nave museo - Skwer Kościuszki
- Museo della città di Gdynia - ul. Starowiejska 30
- Museo della Marina Muzeum Marynarki Wojennej - ul. Sędzickiego 3
- Casa di Stefan Żeromski a Orłowo - ul. Orłowska 6

## Quartieri
- Babie Doły
- Chwarzno
- Wiczlino
- Chylonia
- Cisowa
- Działki Leśne
- Dąbrowa
- Grabówek
- Kamienna Góra
- Karwiny
- Leszczynki
- Mały Kack
- Obłuże
- Oksywie
- Orłowo
- Pogórze
- Port
- Pustki Cisowskie-Demptowo
- Redłowo
- Śródmieście
- Wielki Kack
- Witomino Leśniczówka
- Witomino Radiostacja
- Wzgórze Sw. Maksymiliana

## Amministrazione

### Gemellaggi
- Aalborg, dal 1987
- Baranavičy, dal 1993
- Brooklyn, dal 1991
- Haikou, dal 2006
- Kaliningrad, dal 1994
- Karlskrona, dal 1990
- Kiel, dal 1985
- Klaipėda, dal 1993
- Kotka, dal 1988
- Kristiansand, dal 1991
- Kunda, dal 2001
- Liepāja, dal 1999
- Plymouth, dal 1976
- Seattle, dal 1994

## Galleria d'immagini

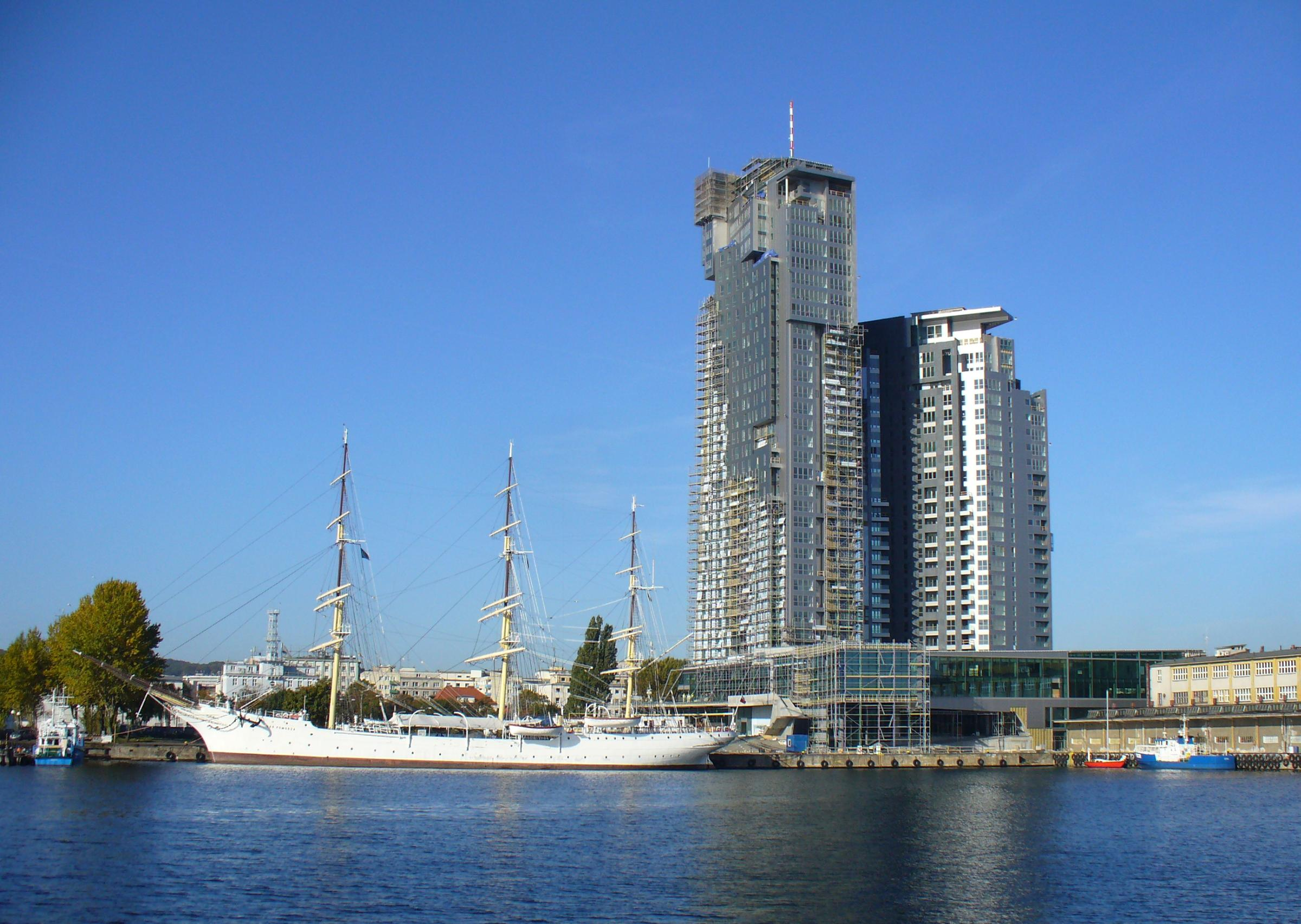
Sea Towers
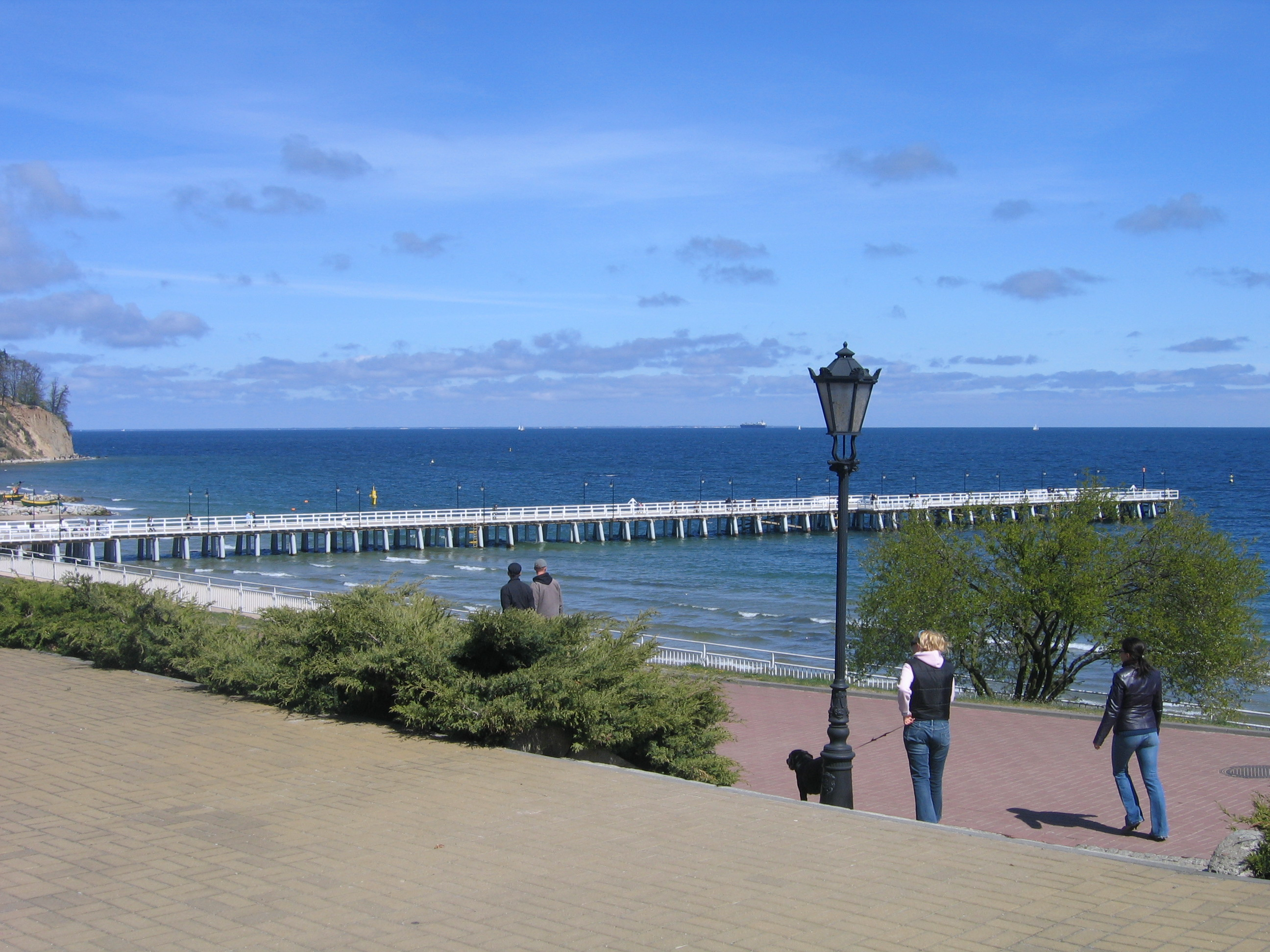
Il molo di Orłowo
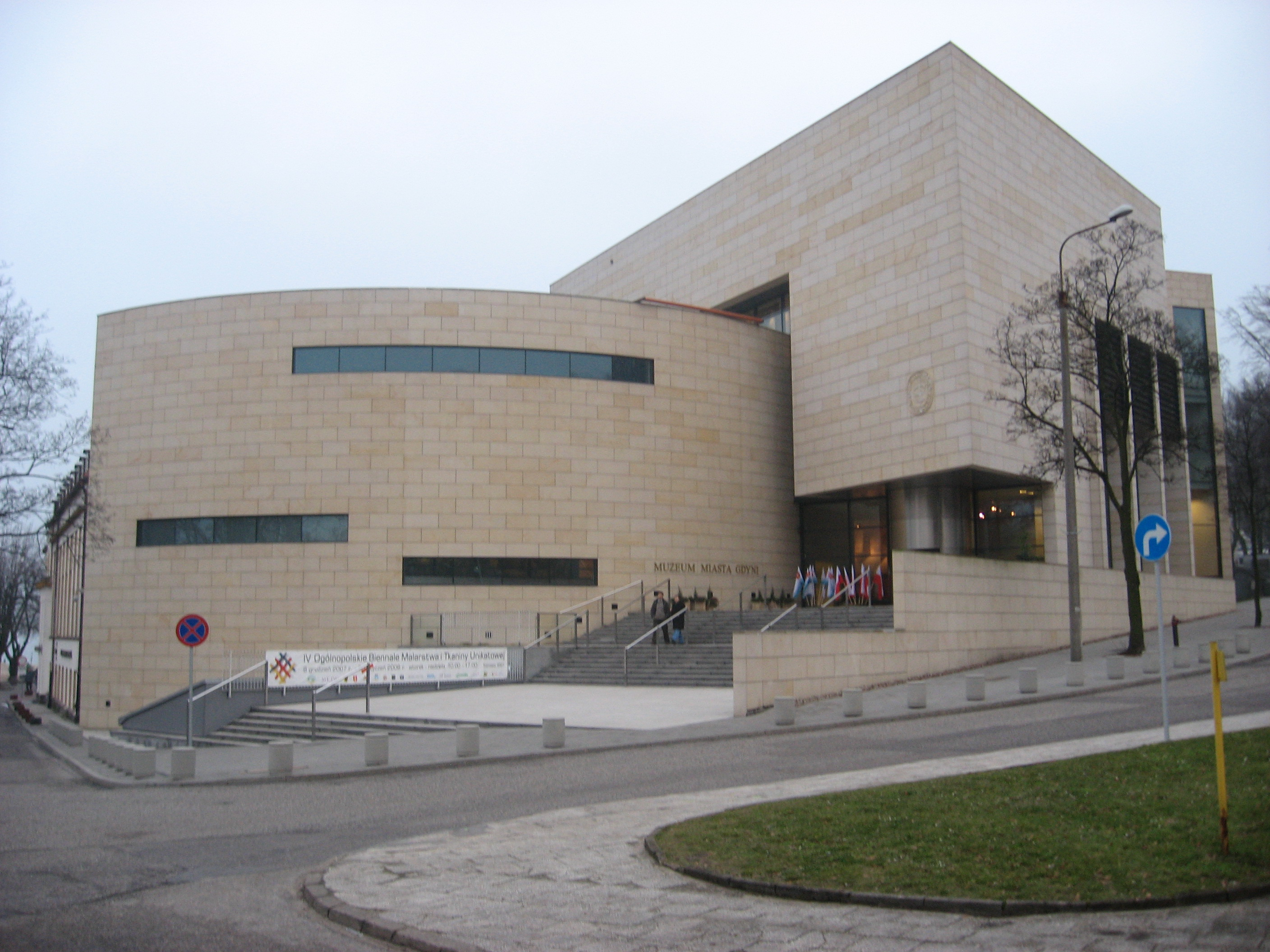
Museo della città di Gdynia
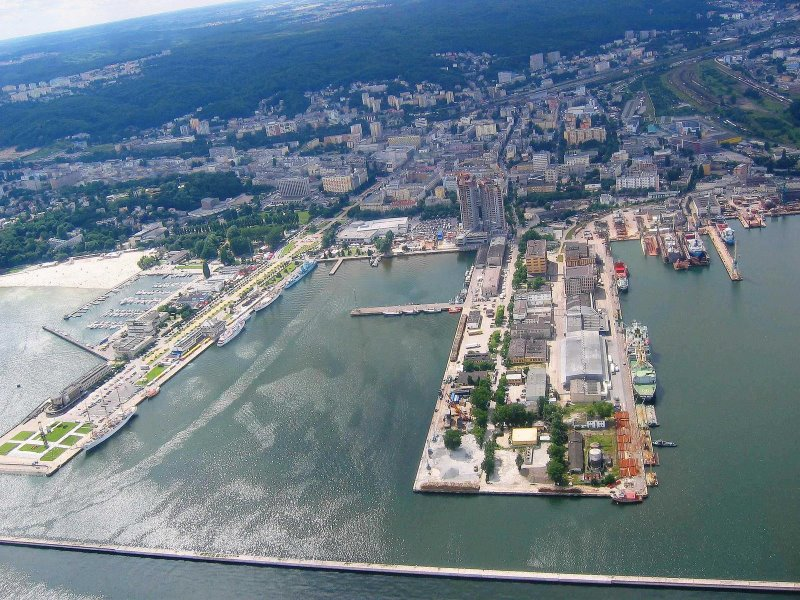
Porto di Gdynia
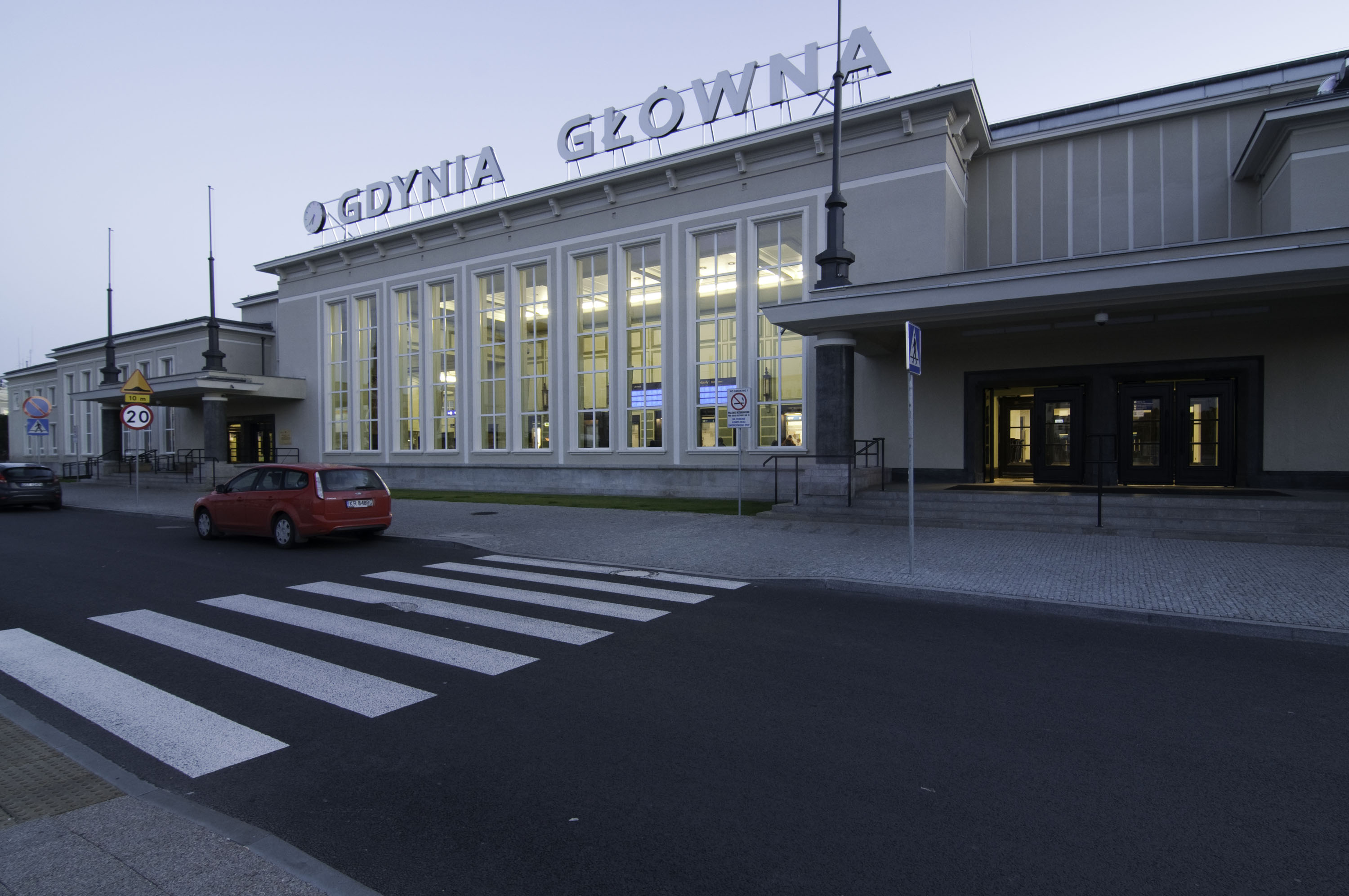
Stazione Gdynia Centrale
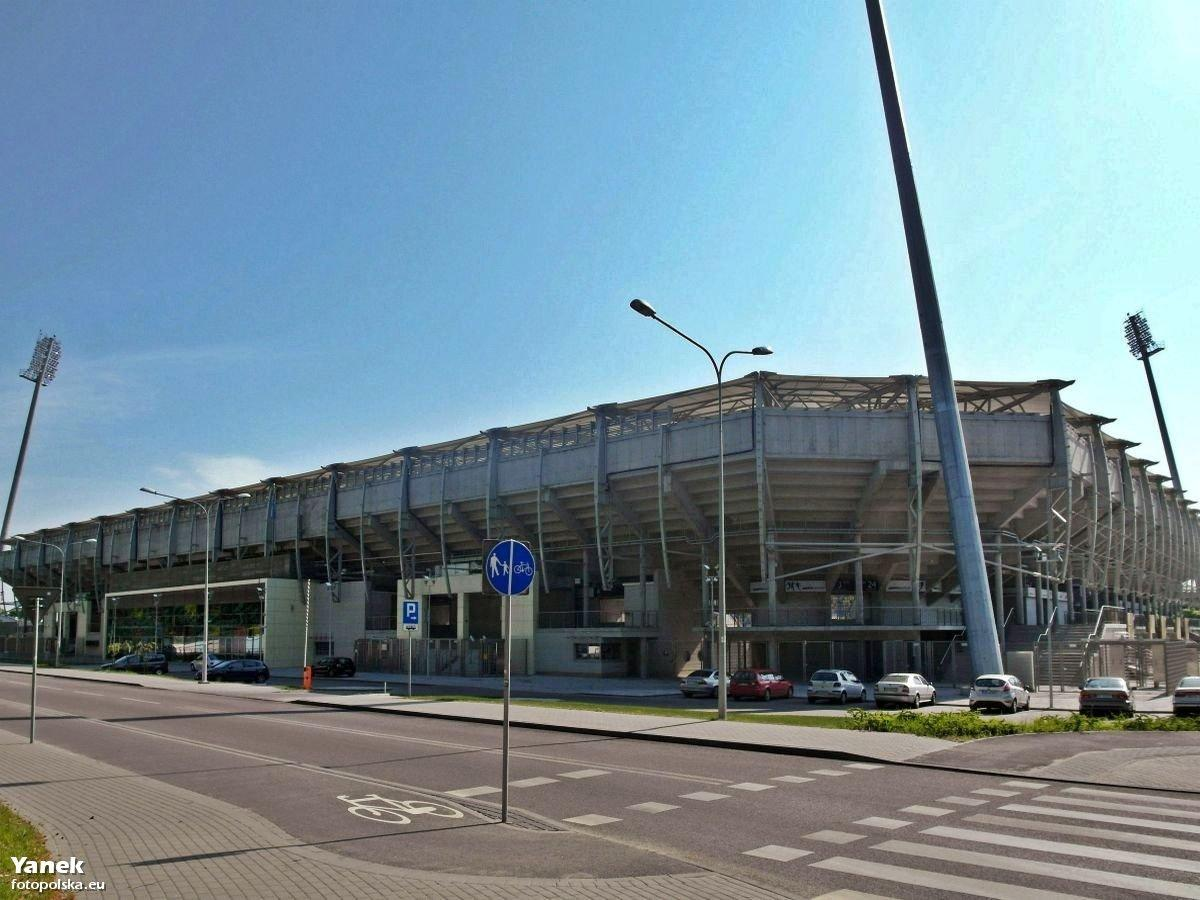
Stadio Comunale